# Sala Flyhard
Sala Flyhard és una sala de teatre de petit format al barri de La Bordeta de Barcelona nascuda el 2010, centrada en dramatúrgia catalana contemporània. Pel seu escenari hi han passat dramaturgs com Jordi Casanovas, Clàudia Cedó i Marta Buchaca, i on han reeixit obres com El rei borni de Marc Crehuet, A.K.A. de Daniel J. Meyer i Els dies mentits de Marta Aran.

## Espai
La petitat Sala Flyhard té capacitat per a uns quaranta-cinc espectadors aproximadament. Està situada a l'estret carrer Asplens, número 3, entre la plaça de Sants i la plaça d'Espanya, al barri de La Bordeta. La sala, amb una superfície total d'uns 120 m², consta de tres recintes: magatzem i serveis, vestíbul i accés i la sala pròpiament dita, que s'organitza normalment amb tres fileres de butaques a banda i banda de l'espai escènic central.
Abans del seu ús teatral, el local era el magatzem d'un antic taller de cotxes. Per arreglar-lo i adaptar-lo per al nou ús es van dur a terme intervencions elementals, com millorar l'acústica, i per això es va canviar el sostre d'uralita i es va recobrir amb llana de roca. També es va eliminar un entresolat del vestíbul, es van fer nous els lavabos i el camerino, i es van pintar les parets de negre. La part de reciclatge va ser important: l'espai es conservava bàsicament tal com era, però alguns elements es reciclaven d'altres llocs. Per exemple, les moquetes es van reaprofitar de la Fira de Barcelona, que les acostumava a llençar després d'alguns congressos o esdeveniments, mentre que els seients (unes butaques tradicionals, de vellut) provenien d'un petit teatre d'un poble de la perifèria de Barcelona, que els renovava. Posteriorment, la Sala Flyhard ha tornat a renovar espais i instal·lacions, segons un projecte de l'estudi d'arquitectura BOPBAA.

## Representacions
Havent-se fundat el 2006 la productora teatral Flyhard Produccions, la Sala Flyhard inicia l'activitat a Sants com a seu de la companyia i la productora del mateix nom, amb un nucli inicial format per un grup de joves de Vilafranca del Penedès: el director i dramaturg Jordi Casanovas, i les actrius i actors Roser Blanch, Clara Cols, Sergio Matamala i Pablo Lammers. El nom de la sala i la companyia prové del text Neoburning Generation, de 2005. La companyia presenta diversos muntatges en espais escènics de petit format com ÀREAtangent (al barri del Raval) i altres com la Sala Beckett, el Versus Teatre o Cal Bolet de Vilafranca del Penedès, fins que amb la trilogia Hardcore Videogames (Wolfenstein, Tetris o City/SimCity) obtenen certa repercussió, amb èxit de crítica i públic.
La programació de la Sala Flyhard es basa principalment en teatre de text de joves autors catalans. Algunes de les obres que han passat per la seva cartellera són: Un home amb ulleres de pasta, de Jordi Casanovas (octubre de 2010); Litus, de Marta Buchaca (maig de 2012), Tortugues: la desacceleració de les partícules, de Clàudia Cedó (novembre de 2014); La pols, de Llàtzer Garcia (març de 2014), o El rei borni, de Marc Crehuet (febrer de 2013). Molts d'aquests espectacles han fet, posteriorment al seu èxit a la petita sala de Sants, temporada i gira per altres teatres. Per la seva tasca, l'any 2015 el teatre va rebre el Premi de la Crítica de Barcelona com a Millor Sala de Teatre.